# Lębork (district)
Lębork (powiat lęborski) is een district (powiat) in de Poolse woiwodschap Pommeren. Het district heeft een oppervlakte van 706,99 km² en telt 66.256  inwoners (2014).

## Gemeenten
Het district omvat vijf gemeenten:
- Cewice (Zewitz)
- Lębork (Stadsgemeente) (Lauenburg)
- Łeba (Stadsgemeente) (Leba)
- Nowa Wieś Lęborska (Neuendorf)
- Wicko (Vietzig)

Stadsdistricten:
Gdańsk · Gdynia · Słupsk · Sopot

Districten:
Bytów · Chojnice · Człuchów · Gdańsk · Kartuzy · Kościerzyna · Kwidzyn · Lębork · Malbork · Nowy Dwór Gdański · Puck · Słupsk · Starogard · Sztum · Tczew · Wejherowo

Grootste steden:
Chojnice · Gdańsk · Gdynia · Kwidzyn · Lębork · Malbork · Rumia · Słupsk · Sopot · Starogard Gdański · Tczew · Wejherowo